# Подречка
Подречка — река в России, протекает в Тамбовском районе Тамбовской области. Левый приток Цны.

## География
Река Подречка берёт начало у села Иноземная Духовка. Течёт на восток по открытой местности. Устье реки находится в южной части села Горелое в 300 км по левому берегу реки Цны. Длина реки составляет 10 км.

## Данные водного реестра
По данным государственного водного реестра России относится к Окскому бассейновому округу, водохозяйственный участок реки — Цна от города Тамбов и до устья, речной подбассейн реки — Мокша. Речной бассейн реки — Ока.
Код объекта в государственном водном реестре — 09010200312110000028952.

## Другие названия
Духовка (в 1862 году; местное топонимическое наименование водного объекта, применяемое в отдельных населённых пунктах Тамбовской области).